# Letov L-101
De Letov L-101 is een Tsjecho-Slowaaks laagdekker-passagiersvliegtuig gebouwd door Letov. De L-101 was het eerste project van Letov na de Tweede Wereldoorlog, naast het afmaken van Junkers Ju 290’s. De L-101 was een 2-motorig passagiersvliegtuig voor twaalf passagiers. Het was volledig uit metaal opgebouwd en bijna volledig met metaal bedekt, uitzonderingen waren de hoogteroeren, die bespannen waren met doek. Het landingsgestel was volledig intrekbaar. Door de communistische machtsovername in 1948 werd Letov opgenomen in de CZAL, een agglomeratie van Tsjecho-Slowaakse vliegtuigbouwers en automerken, waarna de verdere ontwikkeling van de L-101 werd gestaakt.

## Specificaties
- Bemanning: 2
- Capaciteit: 12 passagiers
- Lengte: 14,43 m
- Spanwijdte: 18,14 m
- Hoogte: 4,17 m
- Vleugeloppervlak: 41,4 m2
- Leeggewicht: 3 285 kg
- Startgewicht: 5 250 kg
- Motor: 2× Argus As 410 , 347 kW (465 pk) elk
- Maximumsnelheid: 320 km/h
- Plafond: 6 000 m